# Hans Hofmann
|  | Per a altres significats, vegeu «Hans Hofmann (ciclista)». |

Hans Hofmann (21 de març del 1880 - 17 de febrer del 1966) va ser un pintor nascut a Alemanya establert als EUA, reconegut com a artista i mestre al llarg d'una carrera que abastà dues generacions i dos continents, i que es va considerar que havia precedit i influït l'expressionisme abstracte. Nascut i educat a prop de Múnic, va ser actiu a l'avantguarda europea a principis del segle XX i va comprendre i sintetitzar profundament els corrents del simbolisme, el neoimpressionisme, el fauvisme i el cubisme quan va emigrar als Estats Units el 1932. La pintura de Hofmann es caracteritza per la seva rigorosa preocupació per l'estructura pictòrica i la unitat, l'il·lusionisme espacial i l'ús de colors atrevits per a mitjans expressius. L'influent crític Clement Greenberg va considerar la primera presentació individual de Nova York de Hofmann a la galeria Art of This Century de Peggy Guggenheim el 1944 (juntament amb Jackson Pollock a finals del 1943) com un avenç en l'abstracció pictòrica versus geomètrica que anunciava el desenvolupament de l'expressionisme abstracte. A la següent dècada següent va créixer el reconeixement de Hofmann degut a les nombroses exposicions, sobretot a la Galeria Kootz, que va culminar en retrospectives importants al Whitney Museum of American Art (1957) i al Museu d'Art Modern de Nova York (1963) que va viatjar a llocs en els Estats Units, Amèrica del Sud i Europa. Hi ha obres seves a les col·leccions permanents dels principals museus del món, incloent el Museu Metropolità d'Art, la Tate Modern, Germanisches Nationalmuseum, National Gallery of Art i Art Institute of Chicago.
Hofmann també és considerat un dels professors d'art més influents del segle xx. Fundà una escola d'art a Múnic el 1915 basada en les idees i treballs de Cézanne, els cubistes i Kandinsky, que alguns historiadors de l'art suggereixen que era la primera escola moderna d'art en qualsevol lloc. Després de traslladar-se als EUA, va tornar a obrir l'escola a la ciutat de Nova York i a Provincetown, Massachusetts fins a retirar-se de l'ensenyament el 1958 per pintar a temps complet. Les seves ensenyances influïren intensament en destacats artistes avantguardistes nord-americans de postguerra, entre els quals destaquen Helen Frankenthaler, Nell Blaine, Lee Krasner, Joan Mitchell, Louise Nevelson i Larry Rivers, entre molts, així com sobre les teories de Greenberg, en el seu èmfasi en el mitjà, el pla d'imatges i la unitat de l'obra. Alguns dels altres principis clau de Hofmann inclouen les seves teories espacials d'empenta / estirada, la seva insistència que l'art abstracte té el seu origen en la naturalesa, i la seva creença en el valor espiritual de l'art

## Biografia
Hans Hofmann va néixer a Weißenburg, Baviera el 21 de març de 1880 fill de Theodor Friedrich Hofmann (1855-1903) i Franziska Manger Hofmann (1849-1921). El 1886 la seva família es va traslladar a Múnic on el seu pare va treballar per al govern. Des de molt jove Hofmann tendí cap a les ciències i les matemàtiques. Als setze anys va seguir al servei del seu pare, treballant per al govern bavarès com a ajudant del director d'Obres Públiques. Va augmentar el seu coneixement de les matemàtiques allà, desenvolupant i patentant dispositius, incloent un comptòmetre electromagnètic, un dispositiu de radar per a vaixells al mar, una bombilla sensibilitzada i una unitat de congelador portàtil per a ús militar. Durant aquest temps, Hofmann també es va interessar pels estudis creatius, començant les lliçons d'art entre 1898 i 1899 amb l'artista alemany Moritz Heymann.
Entre 1900 i 1904 Hofmann va conèixer a la seva futura esposa, Maria "Miz" Wolfegg (1885-1963) a Múnic, i també es va familiaritzar amb Philipp Freudenberg, propietari dels grans magatzems de Berlín, Kaufhaus Gerson, i un àvid col·leccionista d'art. Freudenberg es va convertir en el mecenes de Hofmann durant la següent dècada, cosa que li va permetre traslladar-se a París amb Miz. A París a Hofmann va estudiar a l'Académie de la Grande Chaumière i l'Académie Colarossi. També es va submergir en l'escena artística avantguardista de París, treballant amb Matisse i fent-se amic de Picasso, Georges Braque i Robert i Sonia Delaunay. Hoffman va treballar i exhibir a París fins a l'inici de la Primera Guerra Mundial, produint pintures més influïdes pels cubistes i Cézanne. Obligat a tornar a Alemanya i exclòs del servei militar a causa d'una malaltia respiratòria, Hofmann va obrir una escola d'art a Múnic el 1915, desenvolupant una reputació com a instructor de reflexió. El 1930, va ser convidat a ensenyar a la costa oest dels Estats Units, que en última instància va obrir el camí per establir-se permanentment als Estats Units el 1932, on va residir fins al final de la seva vida. Hofmann i Miz es van separar durant sis anys, fins que va obtenir un visat d'immigració als Estats Units el 1939.
Entre 1933 i 1958, Hofmann va equilibrar el seu treball d'estudi amb l'ensenyament, i com ho va fer a París, es va submergir en (i influenciat) la creixent escena d'art avantguardista de Nova York. Va tornar a obrir la seva escola d'art el 1934, fent classes a Nova York i Provincetown durant l'estiu. El 1941 obtingué la ciutadania estatunidenca. Durant aquest temps el seu treball va atreure cada cop més atenció i aplaudiments crítics, comerciants i museus. El 1958, es va retirar de l'ensenyament per centrar-se en la pintura, que va conduir a una eflorescència en la carrera tardana (a l'edat de setze-vuit anys) del seu treball. El 1963, Miz Hofmann, la seva parella i la seva dona durant més de seixanta anys, va morir després d'una operació de cirurgia. Dos anys més tard Hofmann es va casar amb Renate Schmitz, que va romandre amb ell fins a la mort d'un atac cardíac a Nova York el 17 de febrer de 1966, just abans del seu 86é aniversari.

## Treballs i exposicions
L'art de Hofmann essencialment es distingeix per la seva rigorosa preocupació per l'estructura pictòrica i la unitat, el desenvolupament de la il·lusió espacial mitjançant el “push and pull” del color, la forma i la col·locació, i l'ús d'un color primitiu sovint primari per a mitjans expressius. A les primeres dècades del segle emprà un estil modernista, encara que amb una representativa empremta pròpia, creant paisatges, natures mortes i retrats influïts en gran manera pel cubisme i Cézanne en termes de forma, i Kandinsky, Matisse i Van Gogh en termes de color. Va començar un període prolongat centrat exclusivament en dibuixar algun temps en la dècada de 1920, tornant a la pintura el 1935. Tanmateix, el 1940 va començar a pintar obres completament abstractes com Spring, una petita pintura a l'oli sobre el "got". Els historiadors de l'art han descrit aquest treball, i altres com The Wind (1942), Fantasia (1943) i Effervescence (1944), en termes dels seus "atacs pictòrics", que reboten contrastos, colors rics i espontaneïtat gestual com "registres de la intensa experiència de l'artista "de pintura, color i processos que eren arbitraris, accidentals i directes, i també intencionals. Demostren l'experimentació estilística primerenca de Hofmann amb les tècniques que s'anomenarien “action painting,” que Pollock i altres van fer famoses per a finals de la dècada. Hofmann creia que l'art abstracte era una manera d'arribar a una realitat important, una vegada que afirmava que "la capacitat de simplificar significa eliminar els innecessaris, perquè els necessaris puguin parlar".
L'obra de Hofmann a la dècada de 1940 va ser defensada per diverses figures clau que van iniciar una nova era d'influència creixent per als venedors i galeries d'art, com ara Peggy Guggenheim, Betty Parsons i Samuel Kootz. La seva primera exposició individual de Nova York a la galeria Guggenheim's Art of This Century, el 1944, va ser revisat positivament en el New York Times, ARTnews i Arts Digest. El crític Clement Greenberg va considerar aquest espectacle-i Jackson Pollock alguns mesos abans-com un "trencament" del "cramping del Cubisme sintètic" sobre la pintura nord-americana, que va obrir el camí cap a un estil pictòric més abstracte. Aquell mateix any Hofmann també fou presentat en una exposició individual a l'Arts Club of Chicago, i dos grups clau d'art abstracte i surrealista a Amèrica, comissariada per Sidney Janis i Parsons. Revisant una exposició de Hofmann de 1945 Greenberg va escriure: "Hofmann s'ha convertit en una força que cal tenir en compte tant en la pràctica com en la interpretació de l'art modern.” No totes les crítiques eren uniformes en elogis; per exemple, Robert Coates, un dels primers en denominar a la nova obra "expressionisme abstracte", va expressar l'escepticisme sobre l'estil "spatter-and-daub" de la pintura en una revisió de 1946 de l'obra de Hofmann. El 1947 Hofmann va començar a exhibir anualment a la Kootz Gallery de Nova York (i ho faria cada any fins a 1966, excepte 1948 quan la galeria es va tancar temporalment) i durant la pròxima dècada va seguir guanyant reconeixement.
En el període posterior Hofmann sovint treballava menys gestualment, creant obres com The Gate (1959-60), Pompeii (1959) o To Miz - Pax Vobiscum (un memorial de 1964 després de la seva mort), que eren poc dedicades als volums arquitectònics i a vegades es coneix com els seus “slab paintings.” En aquestes obres usa`rectangles de color sensual que van reforçar la forma del seu consistent format de cavallet i de vegades van suggerir una lògica modular, però van escapar de lectures definitives a través de les àrees de pintura modulada i formes irregulars.
El 1957 el Whitney Museum va fer una gran retrospectiva sobre Hofmann, que va viatjar a set museus addicionals als Estats Units durant el proper any. En la seva revisió de la retrospectiva, el crític Harold Rosenberg va escriure: "Cap artista nord-americà podria muntar un espectacle de major varietat coherent que Hans Hofmann.” El 1960 Hofmann fou seleccionat per a representar els Estats Units a la Biennal de Venècia, al costat de Philip Guston, Franz Kline i Theodore Roszak. El 1963, el Museu d'Art Modern va fer una retrospectiva a gran escala, organitzada per William Seitz, amb un catàleg que incloïa extractes dels escrits de Hofmann. L'exposició va viatjar als següents dos anys a altres cinc llocs dels Estats Units, museus de Buenos Aires i Caracas, i finalment a cinc llocs als Països Baixos, Itàlia i Alemanya.
Entre les retrospectives pòstumes de l'obra de Hofmann hi ha espectacles al Hirshhorn Museum (1976), Whitney Museum (1990), i la Tate Gallery de Londres ("Hans Hofmann: Late Paintings", 1988), comissariada pel pintor britànic John Hoyland. Hoyland es va trobar amb l'obra de Hofmann durant la seva primera visita a Nova York el 1964, en companyia de Clement Greenberg, i va quedar impressionat immediatament.

## Ensenyances
Hofmann fou reputat no només com a artista sinó també com a professor d'art, tant a la seva Alemanya natal com als Estats Units. El seu valor com a professor era la consistència i el rigor intransigent dels seus estàndards artístics i la seva capacitat per als principis fonamentals de la postguerra abstracció a un cos divers d'estudiants. Va fundar la seva primera escola, Schule für Bildende Kunst (escola de belles arts) a Múnic el 1915, basada en les idees i treballs de Cézanne, els cubistes i Kandinsky. Els seus mètodes pedagògics pràctics incloïen un debat permanent sobre la teoria de l'art, les sessions de dibuix de la vida i les crítiques habituals del propi Hofmann, una pràctica que era una raresa a l'acadèmia. A mitjans de la dècada de 1920, va obtenir una reputació com a professor de reflexió i va atreure a una gran varietat d'estudiants que busquen més educació avantguardista, incloent Alf Bayrle, Alfred Jensen, Louise Nevelson, Wolfgang Paalen, Worth Ryder, i Bistra Vinarova. L'historiador de l'art Herschel Chipp va afirmar que l'escola era probablement la primera escola d'art modern en existència. Hofmann va dirigir l'escola, incloent sessions d'estiu celebrades a tot Alemanya, a Àustria, Croàcia, Itàlia i França fins que va emigrar als EUA el 1932.
Als Estats Units inicialment impartí un curs d'estiu a la University of California, Berkeley el 1930, per invitació de l'ex-estudiant Worth Ryder, després un membre de la facultat d'art. Va ensenyar de nou a Berkeley i al Chouinard Art Institute de Los Angeles el proper any abans de tornar a Alemanya. Després de traslladar-se a la ciutat de Nova York, va començar a ensenyar a la l'Art Students League de Nova York el 1933. El 1934, Hofmann va obrir les seves pròpies escoles a Nova York i en Provincetown, Massachusetts. Molts artistes notables van estudiar amb ell, incloent Lee Krasner, Helen Frankenthaler, Ray Eames, Larry Rivers, Allan Kaprow, Red Grooms, Nell Blaine, Irene Rice Pereira, Gerome Kamrowski, Fritz Bultman, Israel Levitan, Robert De Niro, Sr., Jane Freilicher, Wolf Kahn, Marisol Escobar, Burgoyne Diller, James Gahagan, Richard Stankiewicz i Lillian Orlowsky. Beulah Stevenson, comissària de llarg termini al Brooklyn Museum, també va estar entre els seus alumnes. El 1958, Hofmann va tancar les seves escoles per dedicar-se exclusivament al seu propi treball creatiu. El 1963 el Museu d'Art Modern va comissariar l'exposició itinerant "Hans Hofmann i els seus estudiants", que incloïa 58 obres que representaven 51 artistes.
Tot i haver estat acreditat amb l'ensenyament d'algunes de les artistes més dotades de l'època -en un temps en què encara eren una cosa rara-, Hofmann ha estat qualificat de "postura xovinista masculina directa.” Lee Krasner, que es va quedar un devot, va comparar algunes de les seves crítiques amb els elogis back-handed que sovint van experimentar les dones artistes (per exemple, "tan bé, mai se sabria que ho feu una dona"). L'escultora Lila Katzen ha relatat que li va dir que "només els homes tenien les ales per l'art."

## Escrits
L'escriptura influent de l'art modern de Hofmann s'ha recollit al llibre Search for the Real and Other Essays (1948), que inclou les seves discussions sobre les teories espacials de push/pull, la seva reverència per la naturalesa com a font d'art, la seva convicció que l'art té valor espiritual i la seva filosofia de l'art en general. En termes formals és especialment rellevant com a teòric del mitjà que va argumentar que "cada mitjà d'expressió té el seu propi ordre de ser", que "el color és un mitjà plàstic de crear intervals", i la seva consciència sobre el marc d'un quadre, representada per la seva cita, "qualsevol línia col·locada sobre el llenç ja és la cinquena." Hofmann creia restar-se fidel a la planxa del suport de la lona, ??i això per suggerir profunditat i moviment en una pintura, un artista ha de crear el que ell anomenat "push and pull" a la imatge: contrastos de color, forma i textura.
Hofmann va mantenir una forta convicció sobre el valor espiritual i social de l'art. El 1932 va escriure: "Proporcionar el lideratge dels professors i el suport als artistes en desenvolupament és un deure nacional, una assegurança de solidaritat espiritual, el que fem per l'art, ho fem per a nosaltres mateixos i per als nostres fills i el futur.”

## Col·leccions i mercat de l'art
Hi ha obres de Hofmann a les col·leccions permanents de molts dels principals museus d'arreu del món, incloent: UC Berkeley Art Museum, Metropolitan Museum of Art, Solomon R. Guggenheim Museum, Whitney Museum, Museum of Modern Art, San Francisco Museum of Modern Art, Museum of Fine Arts Boston, Art Institute of Chicago, Seattle Art Museum, Baltimore Museum of Art, Museum of Fine Arts Houston, Cleveland Museum of Art, Philadelphia Museum of Art, Provincetown Art Association and Museum, Städtische Galerie im Lenbachhaus (Múnic), MACBA, la Tate Gallery, i l'Art Gallery of Ontario (Toronto). Hofmann també va dissenyar una obra pública, un colorit mural situat fora de l'entrada de la High School of Graphic Communication Arts al barri de Hell's Kitchen de Manhattan.
El 2015, en una subhasta de Christie's a Nova York, l'Auxerre de Hofmann (1960), inspirada en les vidrieres expansives de la Catedral de Saint-Étienne a França, va aconseguir un rècord mundial de subhastes d'obres de l'artista en assolir la xifra de 6.325.000$.

## L'herència Hofmann
Quan Hofmann va morir el 17 de febrer de 1966 la seva vídua, Renate Hofmann, va dirigir la seva herència. Després de la mort de Renate el 1992, el New York Daily News va publicar un article titulat "From Caviar to Cat Food", que va detallar la "història trista i tortuosa" de la vídua de Hofmann. L'article va sostenir que es va permetre a Renate, mentalment inestable, viure "amb els seus gats i licors en una llar al costat de la mar". l'executor original de la finca Hofmann, Robert Warshaw, reeixí fent que els guardians negligents paguessin $ 8,7 milions de dòlars a la Hisenda per un "dolor i sofriment conscient extraordinari".
Per voluntat de Renate Hofmann s'instituí el fiduciari “Renate, Hans and Maria Hofmann Trust” es van crear formalment amb Warshaw al capdavant. La missió del fiduciari és "promoure l'estudi i la comprensió de l'extraordinària vida i obres de Hans Hofmann" i assolir aquests objectius "a través d'exposicions, publicacions i activitats i programes educatius centrats en Hans Hofmann", així com un catàleg raonat de les pintures de Hofmann. El representant dels drets dels EUA dels “Renate, Hans and Maria Hofmann Trust” és l'Artists Rights Society.